# 聖馬利亞教堂 (哈德利)

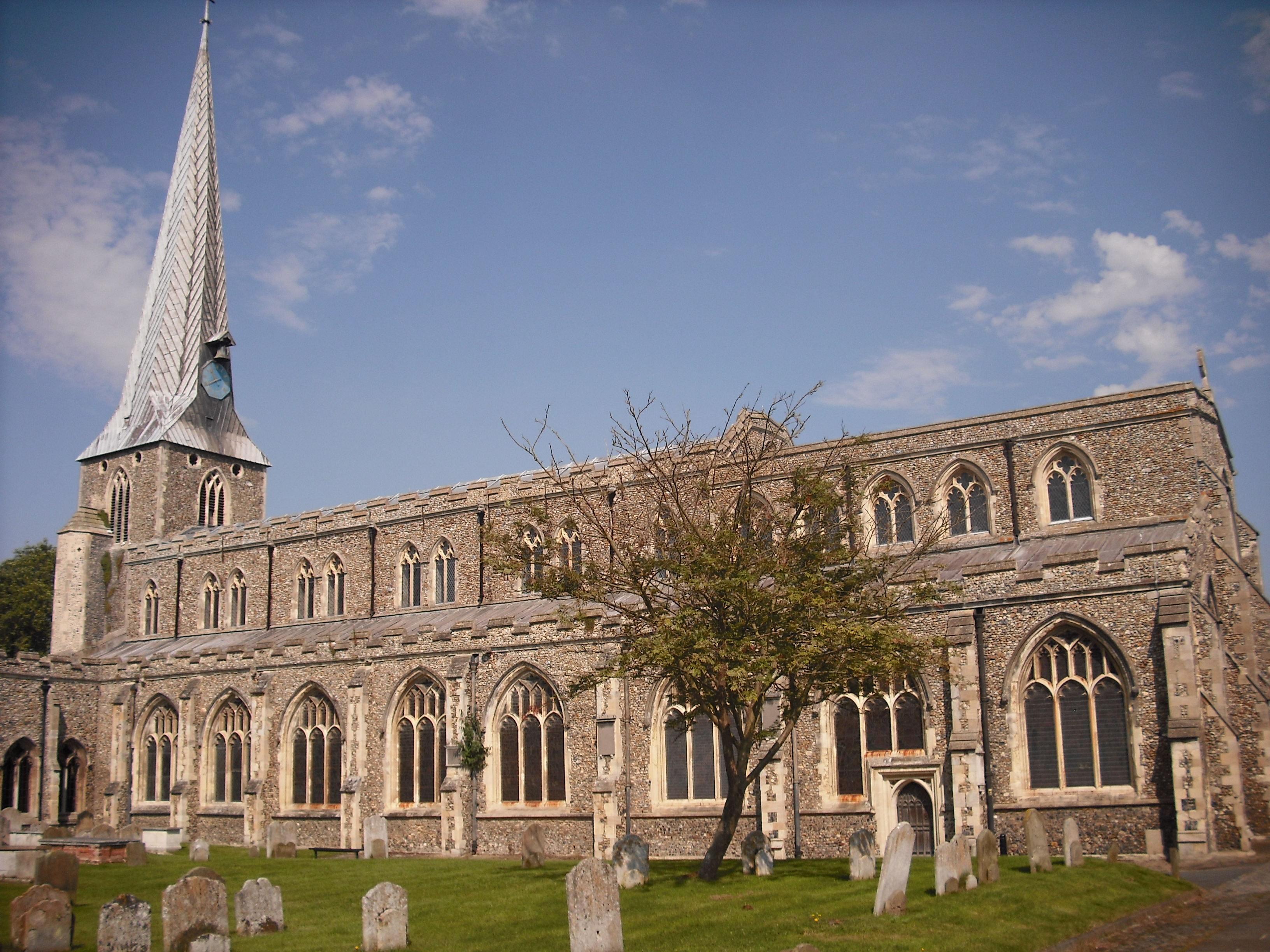
聖馬利亞教堂

聖馬利亞教堂（英語：St Mary’s）是英國英格蘭薩福克郡哈德利的聖公會教堂。這座教堂的歷史可以追溯至中世紀時期，但現在的大部分建築重建於15世紀。1950年，聖馬利亞教堂被列入英國I級登錄建築。

## 外部連結
- Church website （页面存档备份，存于）